# Okręg Ancenis
Okręg Ancenis (fr. Arrondissement d'Ancenis) – okręg w północno-zachodniej Francji. Populacja wynosi 56 600.
W dniu 1 stycznia 2016 roku z połączenia dwóch ówczesnych gmin – Le Fresne-sur-Loire oraz Ingrandes – utworzono nową gminę Ingrandes-Le Fresne sur Loire. Gmina Le Fresne-sur-Loire przed połączeniem administracyjnie była usytuowana w departamencie Loara Atlantycka (okręg Ancenis), natomiast Ingrandes w Maine i Loara (okręg Angers). Jako że nowa gmina nie mogła być położona na terenie dwóch departamentów, z dniem 31 grudnia 2015 roku przeniesiono dekretem Le Fresne-sur-Loire do departamentu Maine i Loara, zmieniając tym samym również okręg. Dekret podpisał ówczesny minister spraw wewnętrznych Francji – Bernard Cazeneuve.

## Podział administracyjny
W skład okręgu wchodzą następujące kantony:
- Ancenis,
- Ligné,
- Riaillé,
- Saint-Mars-la-Jaille,
- Varades.